# SAS Scandinavian Airlines
SAS Scandinavian Airlines (kurz SAS, früher Scandinavian Airlines System) ist eine skandinavische Fluggesellschaft mit Sitz in Stockholm. Das größte Unternehmen unter dem Dach der SAS Group ist Mitglied der Luftfahrtallianz SkyTeam und unterhält Drehkreuze in Kopenhagen-Kastrup, Oslo-Gardermoen und Stockholm/Arlanda.

## Geschichte

### Gründung und erste Jahre

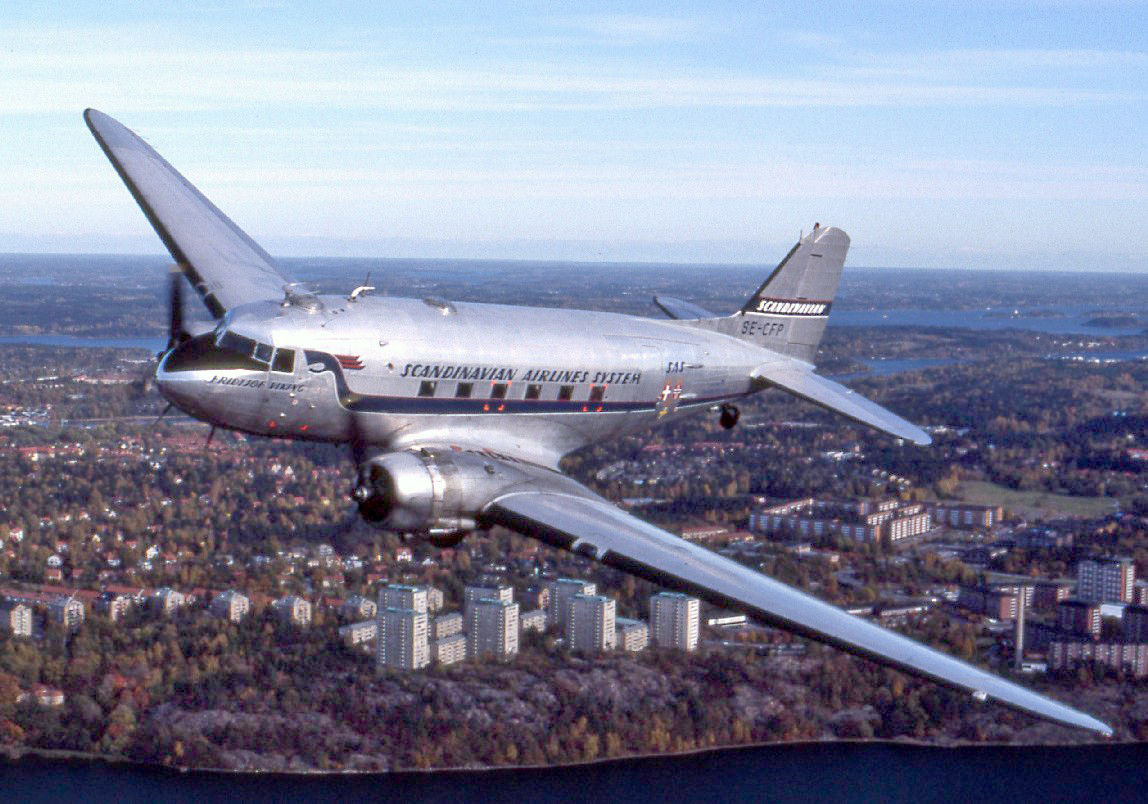
Douglas DC-3 der SAS

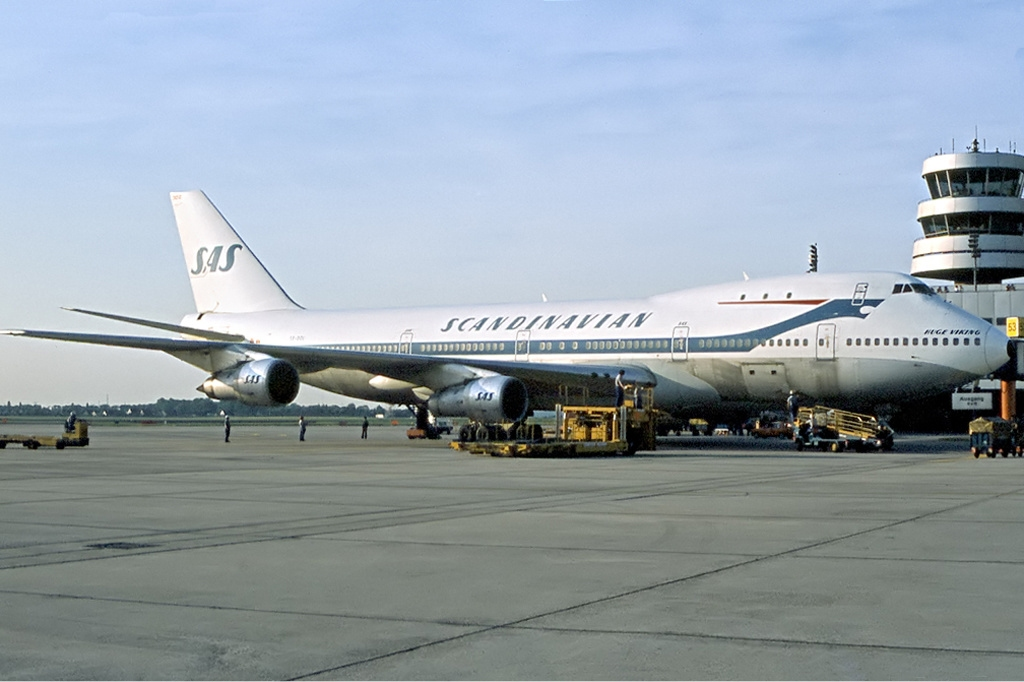
Boeing 747-200B der SAS im Jahr 1981

Zum 1. August 1946 schlossen sich die dänische Det Danske Luftfartselskab (DDL), die schwedische Svensk Interkontinental Lufttrafik und die norwegische Det Norske Luftfartselskap zusammen, um eine starke Fluggesellschaft mit dem Namen Scandinavian Airlines System zu gründen. SAS stieg zu einer der führenden Fluggesellschaften in Europa auf und besteht heute aus zwei dänischen, zwei norwegischen und drei schwedischen Eigentümeranteilen.
Am 17. September 1946, also bereits im Gründungsjahr, flog SAS mit einer Douglas DC-4 über den Atlantik. Die Route führte von Kopenhagen über Prestwick und Gander nach New York.
Am 15. November 1954 eröffnete SAS mit Douglas DC-6B als erste Fluggesellschaft die Flugroute von Europa an die Westküste der USA mit Abkürzung über die sogenannte „Polroute“ (die aber nicht tatsächlich den Nordpol überflog). Eine Maschine flog an diesem Tag von Kopenhagen über Söndre Strömfjord auf Grönland und Winnipeg in Kanada nach Los Angeles, eine zweite Maschine startete zur gleichen Zeit in Los Angeles in Gegenrichtung. Im Jahr 1957 eröffnete die SAS mit einer Douglas DC-7C die Verbindung nach Japan über Anchorage (Alaska). Die Flugzeit verringerte sich dadurch gegenüber der bisher gebräuchlichen Südroute von 50 auf 32 Stunden.
Im Jahr 1956 beauftragte SAS Arne Jacobsen, ein Hotel mit Abfertigungsterminal in der Kopenhagener Innenstadt zu errichten. Das SAS Royal Hotel wurde 1960 eröffnet und gilt als Gesamtkunstwerk Jacobsens. Ab 1959 setzte die Gesellschaft ihre ersten Strahlflugzeuge, Sud Aviation Caravelle, und ab 1960 Douglas DC-8 auf den Langstrecken ein. Im Jahr 1961 gründete SAS die Tochtergesellschaft Scanair, die im Charterflugverkehr tätig war. Im Jahr 1965 führte SAS als erste Fluggesellschaft ein europaweites, elektronisches Reservierungssystem ein und stellte 1969 mit Turi Widerøe die erste Pilotin in einer westlichen Fluggesellschaft ein.
Ab 1967 wurde der Schriftzug auf den Flugzeugen vom vollen Gesellschaftsnamen auf die Kurzform „Scandinavian“ umgestellt.
Im Jahr 1968 formierten sich SAS, KLM und Swissair zur KSS-Gruppe. Aus diesem Bündnis entstand nach dem Eintritt der Union de Transports Aériens (UTA) im Februar 1970 das KSSU-Konsortium.
Ab 1971 kam mit der Boeing 747 das erste Großraumflugzeug bei SAS zum Einsatz. Ab 1984 betrieb sie ein Luftkissenboot zwischen Kopenhagen und Malmö.

Das Logo in den 1980er Jahren, die Farben der Streifen stammen aus den Flaggen von Dänemark, Norwegen und Schweden.

Der Name der Fluggesellschaft im Markenauftritt wurde 1996 in SAS Danmark A/S, SAS Norge ASA und SAS Sverige AB geändert. Der rechtliche Name ist jedoch auch heute (August 2021) Scandinavian Airlines System Denmark-Norway-Sweden.

### Entwicklung in den 1990er und 2000er Jahren

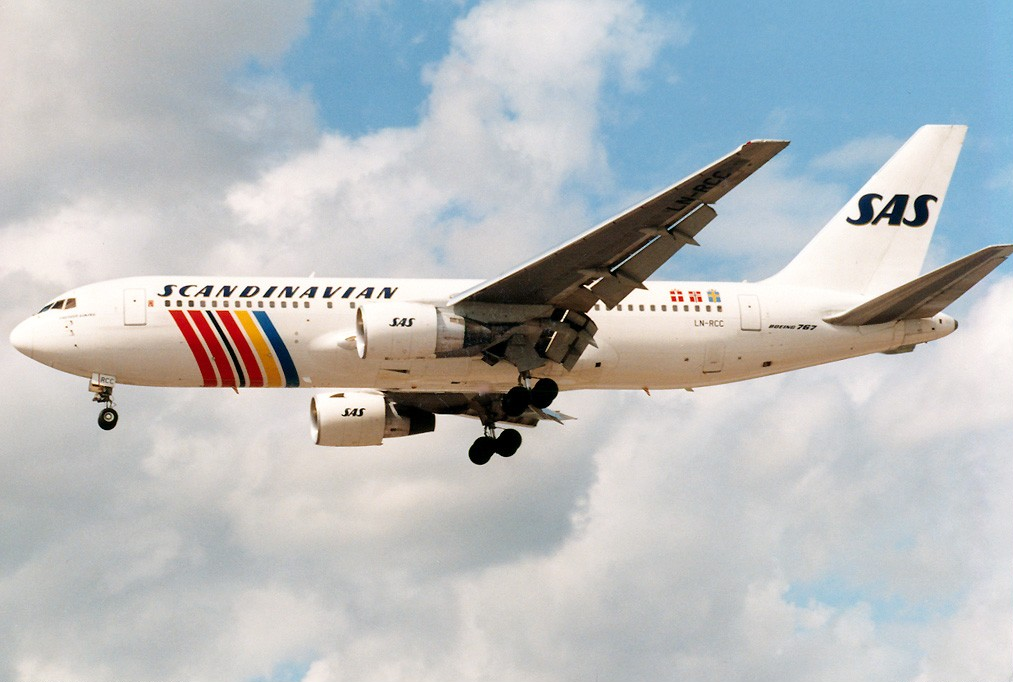
Boeing 767-200ER der SAS im Jahr 1993

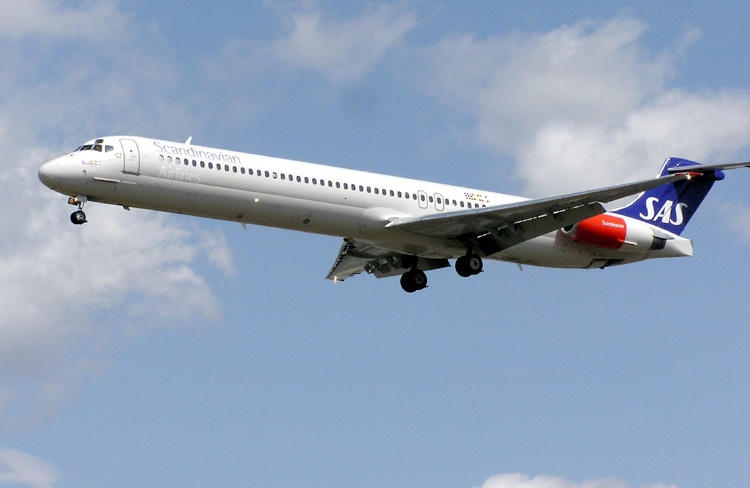
McDonnell Douglas DC-9-82 der SAS im Jahr 2004

SAS ist Gründungsmitglied der Star Alliance, einer der bedeutendsten strategischen Luftfahrtallianzen. SAS Scandinavian Airlines ist ein Tochterunternehmen der SAS Group, die Anteile an der Hotelbetreibergesellschaft Rezidor (Markenname damals Radisson SAS) hielt. Sie ist zudem Gründer des Vielfliegerprogramms „EuroBonus“, dem sieben weitere Fluggesellschaften angeschlossen sind. 1997 wurden Anteile der Fluggesellschaft Widerøe erworben, die inzwischen komplett von der SAS Group übernommen wurde. 1998 wurde die finnische Fluggesellschaft Air Botnia übernommen und in Blue1 umbenannt, 2001 die norwegische Braathens gekauft. Zwischen 2003 und 2004 wurde der Versuch unternommen, mit der Gründung der „Snowflake“ eine Billigfluggesellschaft zu etablieren.
Die Tochter SAS Cargo betreibt keine Frachtflugzeuge. Sie befördert Luftfracht in den Frachträumen der Passagierflugzeuge von SAS.
Am 8. September 2006 übernahm SAS ihren ersten von vier Airbus A319-100. Aus diesem Grund wurde diese Maschine mit dem Luftfahrzeugkennzeichen OY-KBO mit einer Retrobemalung versehen. Geschäftsführer der SAS ist seit 1. Januar 2007 der Schwede Mats Jansson.
Ende Januar 2009 wurde die Mehrheit an der spanischen Fluggesellschaft Spanair für einen symbolischen Preis von einem Euro an ein katalanisches Konsortium verkauft. Im Vorjahr hatte Spanair 4,9 Milliarden Schwedische Kronen Verlust erwirtschaftet. Im gleichen Monat wurde ein 47,2-prozentiger Anteil an Air Baltic verkauft. SAS selbst wurde über die Jahre immer wieder als Übernahmekandidat für die deutsche Lufthansa gehandelt.
Am 3. Februar 2009 wurde bekannt, dass SAS die Anzahl der Mitarbeiter um 40 Prozent von 23.000 auf 14.000 verringern wird. 5600 Mitarbeiter verlassen das Unternehmen entweder durch Outsourcing oder mit dem Verkauf anderer Unternehmensteile wie Spanair. Im Geschäftsjahr 2008 verzeichnete das Unternehmen einen Verlust von 6,32 Milliarden schwedischen Kronen (ca. 757 Millionen US-Dollar). Anfang August 2009 wurde die Bilanz des zweiten Quartals bekanntgegeben, die mit einem Verlust von über 1 Milliarde SEK zu Buche schlägt.
Die norwegische Fluggesellschaft der SAS Group mit dem Namen SAS Norge wurde zum 1. Oktober 2009 wieder in die Hauptgesellschaft integriert. Zum 1. November 2009 verkaufte SAS einen 20-prozentigen Anteil an der Fluggesellschaft British Midland Airways an Lufthansa zum Gesamtpreis von 38 Millionen Euro.

### Jüngste Geschichte seit 2010

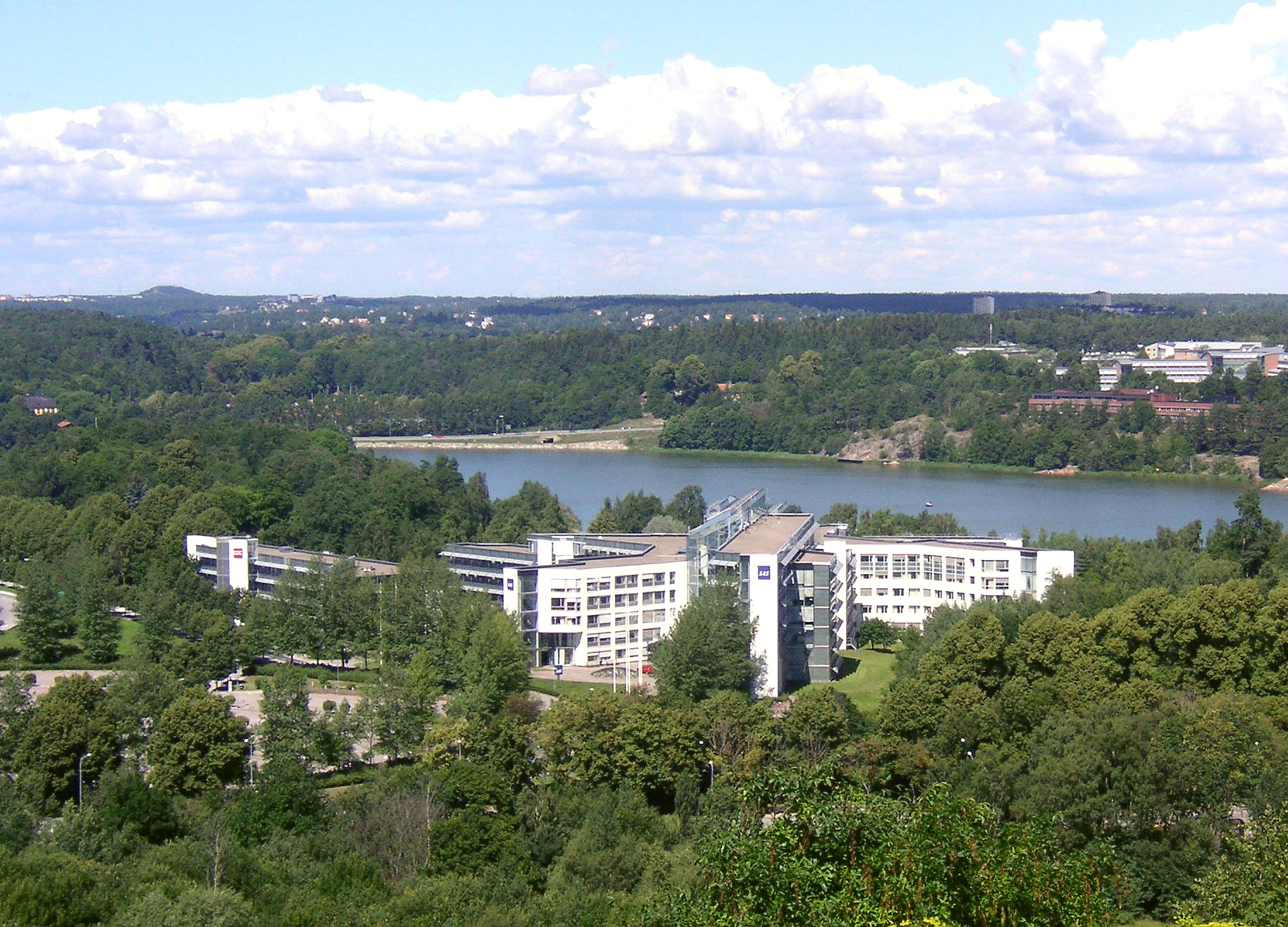
Sitz der Scandinavian Airlines (SAS Frösundavik Office Building)

Laut einer Meldung aus dem April 2011 bereitete die norwegische Regierung den Verkauf ihrer Beteiligung an der SAS in Höhe von 14,29 Prozent vor, da das Eigentum als nicht mehr notwendig angesehen wurde.
Ende Januar 2012 musste SAS wegen der Krise bei der früheren Tochter Spanair Abschreibungen in Höhe von insgesamt etwa 1,7 Milliarden Schwedischen Kronen (190 Millionen Euro) vornehmen. SAS erläuterte, dass die Summe sich aus noch ausstehenden Forderungen, aus Garantien sowie aus Kosten durch die Einstellung des Betriebs von Spanair zusammensetze. Auswirkung auf das laufende Geschäft hätten die Abschreibungen dank guter Vorbereitung kaum, hieß es weiter. Aber laut SAS hätte man ohne die Insolvenz der Spanair sogar schwarze Zahlen geschrieben. Die SAS Group hatte sich 2009 weitgehend von ihrem Engagement bei der Spanair getrennt, war aber noch mit knapp elf Prozent an dem spanischen Unternehmen beteiligt.
SAS Scandinavian Airlines ist seit Jahren unprofitabel und schreibt große Verluste. Die Gesellschaft, die stark unter den geringen Ticketpreisen leidet, ist deshalb bemüht, ihre Kosten zu senken und so wieder in die Gewinnzone gelangen zu können. Nachdem ein 2008 aufgelegtes Sparprogramm die Kosten der Gesellschaft um 23 Prozent senken konnte, sollte das Ende 2011 gestartete Folge-Sparprogramm bis 2015 die Produktionskosten um etwa drei bis fünf weitere Prozent senken. SAS hat große Probleme mit dem stark expandierenden Billigflugverkehr in Skandinavien. Weiterhin ist sie stärker als die großen klassischen Fluggesellschaften auf den Europa-Verkehr fokussiert. Hier sind die Ertragschancen jedoch im Vergleich geringer.
Im Oktober 2012 wurde bekannt, dass SAS die Kürzung der Gehälter ihrer Angestellten um bis zu 25 Prozent plane und zudem Kredite in Höhe von etwa 500 Millionen Euro aufnehmen wolle. Ende Oktober war der Aktienhandel kurzzeitig ausgesetzt und die Veröffentlichung der Quartalsbilanz kurzfristig verschoben worden. Am 19. November stimmten nach umfangreichen Verhandlungen schließlich alle acht beteiligten Gewerkschaften einem umfangreichen Maßnahmenpaket zur Sanierung der bis zu diesem Zeitpunkt von der Insolvenz bedrohten Gesellschaft zu.
Am 26. Oktober 2013 flottete SAS als letzte große europäische Gesellschaft ihre verbliebenen McDonnell Douglas DC-9-82 aus.
Im Dezember 2014 übernahm SAS die Regionalfluggesellschaft Cimber für 2,7 Millionen Euro. Dabei wurden deren bisherige Flugzeugtypen (eine ATR 72-200 und fünf Bombardier CRJ200) ausgemustert und durch zwölf Bombardier CRJ900 der SAS ersetzt. Der Flughafen Kopenhagen-Kastrup sollte zur Basis werden.
Ab Ende 2016 sollten im Hinblick auf das harte Europageschäft 1000 Stellen in der Verwaltung abgebaut und möglicherweise Operationsbasen im Ausland angestrebt werden, dies aufgrund der Lohnkosten in Nordeuropa von 43 Euro pro Stunde gegenüber 25 Euro im EU-Durchschnitt. Im September 2019 wurde ein Redesign gestartet, bei dem auch eine neue Bemalung der Flugzeuge verwendet wird. Das neue Design ist deutlich minimalistischer als das alte, so fällt beispielsweise die auffällige rote Bemalung der Triebwerksgondeln weg. Das weiterhin blaue Seitenleitwerk, das sich jetzt auch auf den darunterliegenden Rumpf erstreckt, erinnert dabei an die Bemalung, die Lufthansa bei ihren Flugzeugen ab 2018 eingeführt hat.
Wegen der COVID-19-Pandemie hat SAS Scandinavian Airlines den kommerziellen Betrieb am 16. März 2020 weitgehend eingestellt. Im Juli 2020 wurden wieder 30 % der Vorjahreskapazität angeboten, im September wurde fast das gesamte innerskandinavische Netz sowie Strecken nach Asien und Amerika geflogen.
Am 1. Dezember 2020 wurde der letzte Airbus A340 der SAS außer Dienst gestellt und über Tucson nach Marana (Arizona) überführt. Damit endete die 63 Jahre dauernde Ära viermotoriger Flugzeuge bei SAS.
Am 5. Juli 2022 meldeten die Scandinavian Airlines und einige ihrer Tochtergesellschaften beim U.S. Bankruptcy Court for the Southern District of New York Insolvenz nach Chapter 11 an. Das Unternehmen soll restrukturiert werden.
Am 3. Oktober 2023 wurde bekannt gegeben, dass die Fluggesellschaft an ein Konsortium verkauft wird. Die Anteile an der Gesellschaft verteilen sich nun wie folgt: Finanzinvestor Castlelake wird mit 32 Prozent zum größten Aktionär, der dänische Staat wird 25,8 Prozent halten, Air France-KLM 19,9 Prozent und Finanzinvestor Lind Invest 8,6 Prozent. Der Rest der Aktien wird an diverse Gläubiger gehen. Der schwedische Staat (bisher 21,8 %) und die Industriellenfamilie Wallenberg (bisher mit 3 %) verlieren ihre Anteile.
In einer Pressemitteilung wurde parallel zum Verkauf angekündigt, dass sich SAS aus der Star Alliance am 31. August 2024 zurückziehen und ab dem 1. September 2024 der Allianz SkyTeam angehören wird.

## Vielfliegerprogramm EuroBonus
SAS EuroBonus ist das Vielfliegerprogramm der Scandinavian Airlines (SAS). Es ermöglicht Mitgliedern, Punkte zu sammeln und diese gegen Prämien wie Flüge oder Upgrades einzulösen.

### Geschichte
EuroBonus wurde von SAS ins Leben gerufen, um treue Kunden zu belohnen und langfristige Reisebeziehungen zu fördern. Ursprünglich war SAS Mitglied der Star Alliance, wodurch EuroBonus-Mitglieder bis zum 31. August 2024 Vorteile des Star-Alliance-Silver- oder Gold-Status genossen. Mit dem Allianzwechsel zur SkyTeam-Allianz am 1. September 2024 profitieren Inhaber bestimmter EuroBonus-Stufen seitdem auch von entsprechenden SkyTeam-Vorteilen.

### Mitgliedschaft
Die Teilnahme am EuroBonus-Programm ist kostenfrei und steht privaten wie geschäftlichen Nutzern offen. Nach der Registrierung erhalten Mitglieder eine persönliche EuroBonus-Nummer, die bei Flugbuchungen hinterlegt werden kann, um Punkte zu sammeln. Punkte lassen sich nicht nur bei Flügen mit SAS erwerben, sondern auch bei Flügen mit SkyTeam-Partnern und ausgewählten weiteren Airlines sowie bei zahlreichen Nicht-Flug-Partnern, darunter Hotels, Mietwagenanbieter und Kreditkartenprogramme.

### Mitgliedsstufen
Das EuroBonus-Programm unterteilt sich in vier aufeinander aufbauende Mitgliedsstufen: Member, Silver, Gold und Diamond. Die Einstufung erfolgt anhand der in einem Mitgliedsjahr gesammelten Statuspunkte oder absolvierten Flugsegmente mit SAS oder deren norwegischem Regionalpartner Widerøe. Ein Mitgliedsjahr beginnt stets mit dem Monat der Anmeldung zum Programm und endet im darauffolgenden Jahr im selben Monat.

#### Mitglied (Member)
Nach der Registrierung erhalten neue Mitglieder automatisch den Status „Member“. Diese Einstiegsstufe bringt keine besonderen Vorteile mit sich, berechtigt jedoch zur Sammlung von Punkten bei SAS, SkyTeam-Partnern und weiteren Partnerunternehmen.

#### Silver (Silber)
Ab dem Erreichen von 20.000 Statuspunkten oder zehn qualifizierenden Flugsegmenten innerhalb eines Mitgliedsjahres wird der Silver-Status verliehen.
Silver-Mitglieder profitieren insbesondere bei SAS-Flügen von Vorteilen wie Priority Check-in und Priority Boarding, einem zusätzlichen Freigepäckstück (ausgenommen Go-Light-Tarife) sowie einem Bonus von 25 % auf gesammelte Punkte.
Im SkyTeam-System entspricht der Silver-Status dem SkyTeam Elite-Status.

#### Gold
Der Gold-Status wird ab 45.000 Statuspunkten oder 45 qualifizierenden Segmenten im Mitgliedsjahr erreicht und bringt eine Vielzahl an Zusatzleistungen mit sich.
Bei SAS profitieren Gold-Mitglieder unter anderem von zwei zusätzlichen Freigepäckstücken, Fast Track durch die Sicherheitskontrolle sowie kostenlosen Internetzugang an Bord.
Der EuroBonus Gold-Status entspricht im SkyTeam-System dem Elite Plus-Status.

#### Diamond (Diamant)
Die höchste reguläre Stufe ist der Diamond-Status, welcher durch das Sammeln von 90.000 Statuspunkten oder 90 qualifizierenden Segmenten innerhalb eines Mitgliedsjahres erreicht wird.
Diamond-Mitglieder genießen alle Vorteile des Gold-Status, ergänzt um weitere exklusive Leistungen. Dazu zählen ein um 75 % erhöhter Punktebonus auf Flüge, kostenfreie Umbuchungen am Abreisetag, kein Punkteverfall während der aktiven Diamond-Mitgliedschaft sowie der Wegfall von Buchungsgebühren bei Prämienflügen.

#### Lifetime Gold
Besondere Langzeitbindung wird durch das Angebot eines lebenslangen Gold-Status (Lifetime Gold) honoriert, welcher vergeben wird, wenn ein Mitglied zehn Jahre in Folge den regulären Gold-Status erreicht. Dieser bleibt unabhängig von der künftigen Flugaktivität erhalten, solange das Programm nicht grundlegend geändert wird.

## Flugziele

Flugziele von SAS im Juni 2025

SAS bedient von ihren Luftfahrt-Drehkreuzen zahlreiche Ziele innerhalb Europa. Die interkontinentalen Ziele liegen, Stand Juni 2025, in Israel, Japan, dem Libanon, Marokko, Südkorea, Thailand, Kanada und den USA.
In Deutschland werden Düsseldorf, Berlin, Hamburg, Hannover, München und Stuttgart angeflogen. Österreich wird mit Innsbruck, Salzburg und Wien bedient, während in der Schweiz Genf und Zürich angeflogen werden.
Zudem unterhält SAS diverse Codeshare-Abkommen mit anderen Fluggesellschaften, nicht nur innerhalb der eigenen SkyTeam-Allianz. So bestehen Abkommen beispielsweise mit der Lufthansa, Etihad Airways oder auch Singapore Airlines.

## Flotte

### Aktuelle Flotte
Mit Stand August 2025 besteht die Flotte der SAS Scandinavian Airlines aus 89 Flugzeugen mit einem Durchschnittsalter von 9,1 Jahren:
| Flugzeugtyp        | Anzahl | bestellt | Anmerkungen                                | Sitzplätze (Business/Eco+/Eco)  | Durchschnittsalter |
| ------------------ | ------ | -------- | ------------------------------------------ | ------------------------------- | ------------------ |
| ATR 72-600         | 06     | 0        | betrieben durch Braathens Regional Airways | 72 (-/-/72)                     | 09,1 Jahre         |
| Airbus A319-100    | 04     | 0        |                                            | 150 (-/-/150)                   | 18,4 Jahre         |
| Airbus A320-200    | 05     | 0        |                                            | 168 (-/-/168)                   | 18,3 Jahre         |
| Airbus A320neo     | 44     | 5        | einer inaktiv                              | 180 (-/-/180)                   | 05,5 Jahre         |
| Airbus A321LR      | 03     | 0        | erste Auslieferung am 15. Oktober 2020     | 157 (22/12/123)                 | 4,3 Jahre          |
| Airbus A330-300    | 08     | 0        |                                            | 262 (32/56/174) 266 (32/56/178) | 14,0 Jahre         |
| Airbus A350-900    | 04     | 2        |                                            | 300 (40/32/228)                 | 04,8 Jahre         |
| Boeing 737-700     | 01     | 0        | inaktiv, im Juni 2022 als MedEvac umgebaut | - variabel -                    | 25,5 Jahre         |
| Bombardier CRJ-900 | 14     | 03       | betrieben durch CityJet                    | 88 (-/-/88) 90 (-/-/90)         | 12,6 Jahre         |
| Gesamt             | 89     | 10       |                                            |                                 | 09,1 Jahre         |

Weitere Flugzeuge werden SAS Connect und SAS Link betrieben, welche ebenfalls vollständig zur SAS Group gehören.

### Aktuelle Sonderbemalungen
| Flugzeugtyp     | Luftfahrzeugkennzeichen | Bemalung    | Zeitraum         | Bild |
| --------------- | ----------------------- | ----------- | ---------------- | ---- |
| Airbus A319-100 | OY-KBO                  | „SAS Retro“ | seit August 2006 |      |

### Ehemalige Sonderbemalungen
| Flugzeugtyp     | Luftfahrzeugkennzeichen        | Bemalung                                    | Zeitraum                      | Bild |
| --------------- | ------------------------------ | ------------------------------------------- | ----------------------------- | ---- |
| Airbus A319-100 | OY-KBP OY-KBR OY-KBT           | „Star Alliance“                             | April 2022 bis August 2024    |      |
| Airbus A320neo  | SE-ROA                         | „Netflix – The Rain“                        | Oktober 2018 bis Juni 2019    |      |
| Airbus A330-300 | LN-RKN 2004 bis 2012 as SE-REF | „Star Alliance“                             | Januar 2004 bis Dezember 2014 |      |
| Airbus A340-300 | LN-RKG                         | „Mao Sun / Xing Er – Welcome to Copenhagen“ | April bis Oktober 2019        |      |
| Airbus A340-300 | OY-KBM                         | „Star Alliance“                             | Januar 2012 bis Mai 2020      |      |

### Ehemalige Flugzeugtypen

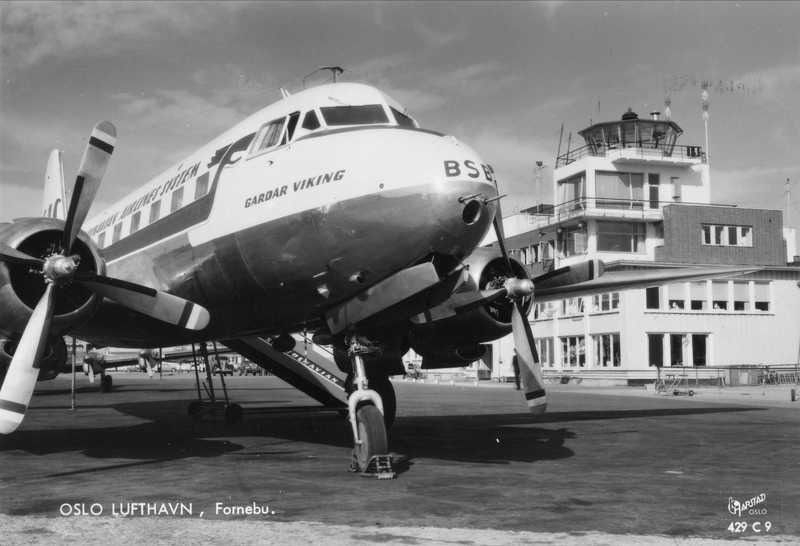
SAAB Scandia SE-BSB der SAS Gardar Viking auf dem Oslo Airport Fornebu (1956)

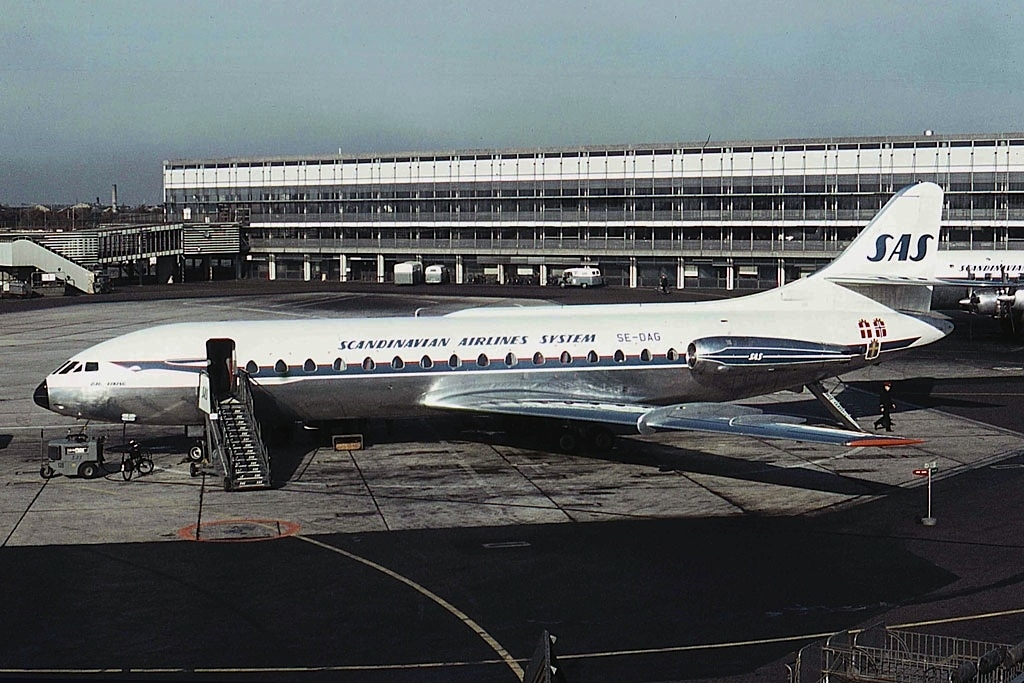
Sud Aviation Caravelle III der SAS im Jahr 1965

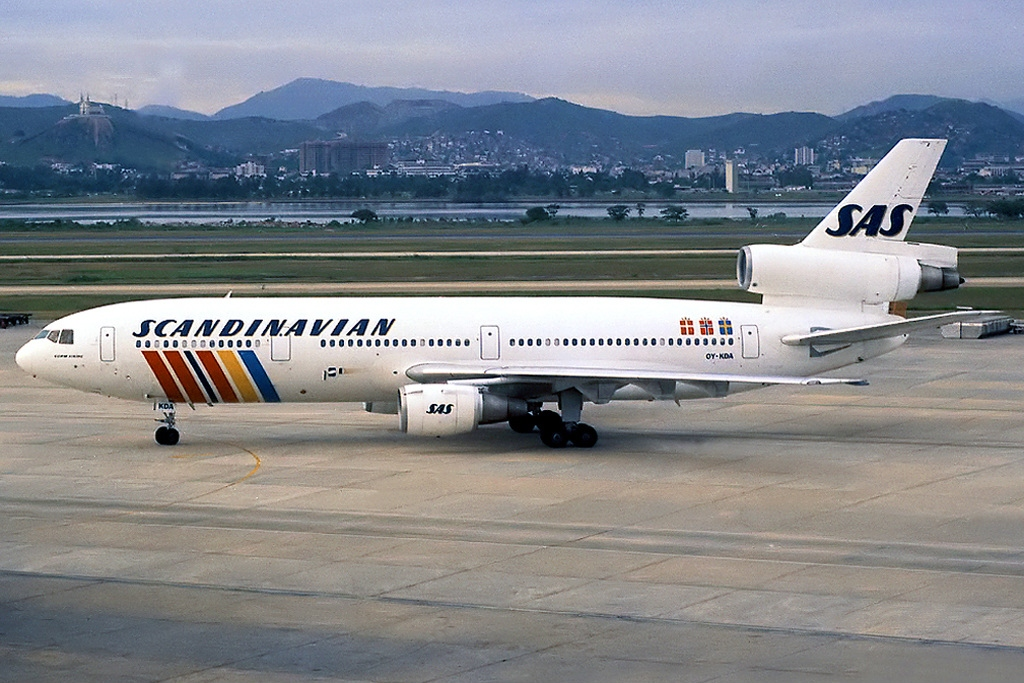
McDonnell Douglas DC-10-30 der SAS im Jahr 1984

In der Vergangenheit setzte SAS unter anderem folgende Flugzeugtypen ein:
- Airbus A300B2-300/B4-100
- Airbus A321-200
- Airbus A340-300 insg. 8 Stück ab 2001 bis 2020[50]
- ATR 42-500
- ATR 72-200/500
- Avro RJ70/85
- BAC 1-11
- BAe 146-100/200/300
- Boeing 737-400/500/600
- Boeing 737-800
- Boeing 747-100/200B
- Boeing 767-200ER/300ER
- Bombardier CRJ200
- Convair CV-440
- Convair CV-990
- De Havilland DHC-8-400
- Douglas DC-3
- Douglas DC-4
- Douglas DC/6/DC-6B
- Douglas DC-7C
- Douglas DC-8-33/55/62/63
- Douglas DC-9-32/41/51
- Fokker 50
- McDonnell Douglas DC-10-30
- McDonnell Douglas DC-9-81/82/83/87
- McDonnell Douglas MD-90-30
- Saab Scandia
- Saab 2000
- Sud Aviation Caravelle III
- Vickers Viking
- Vickers Viscount

## Galerie

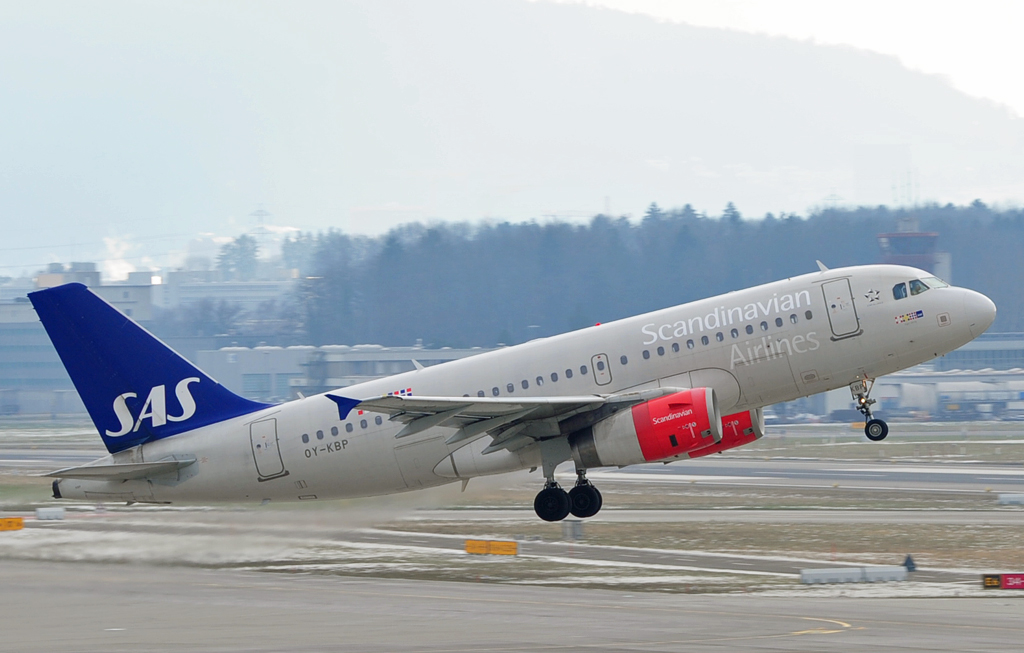
Airbus A319-100
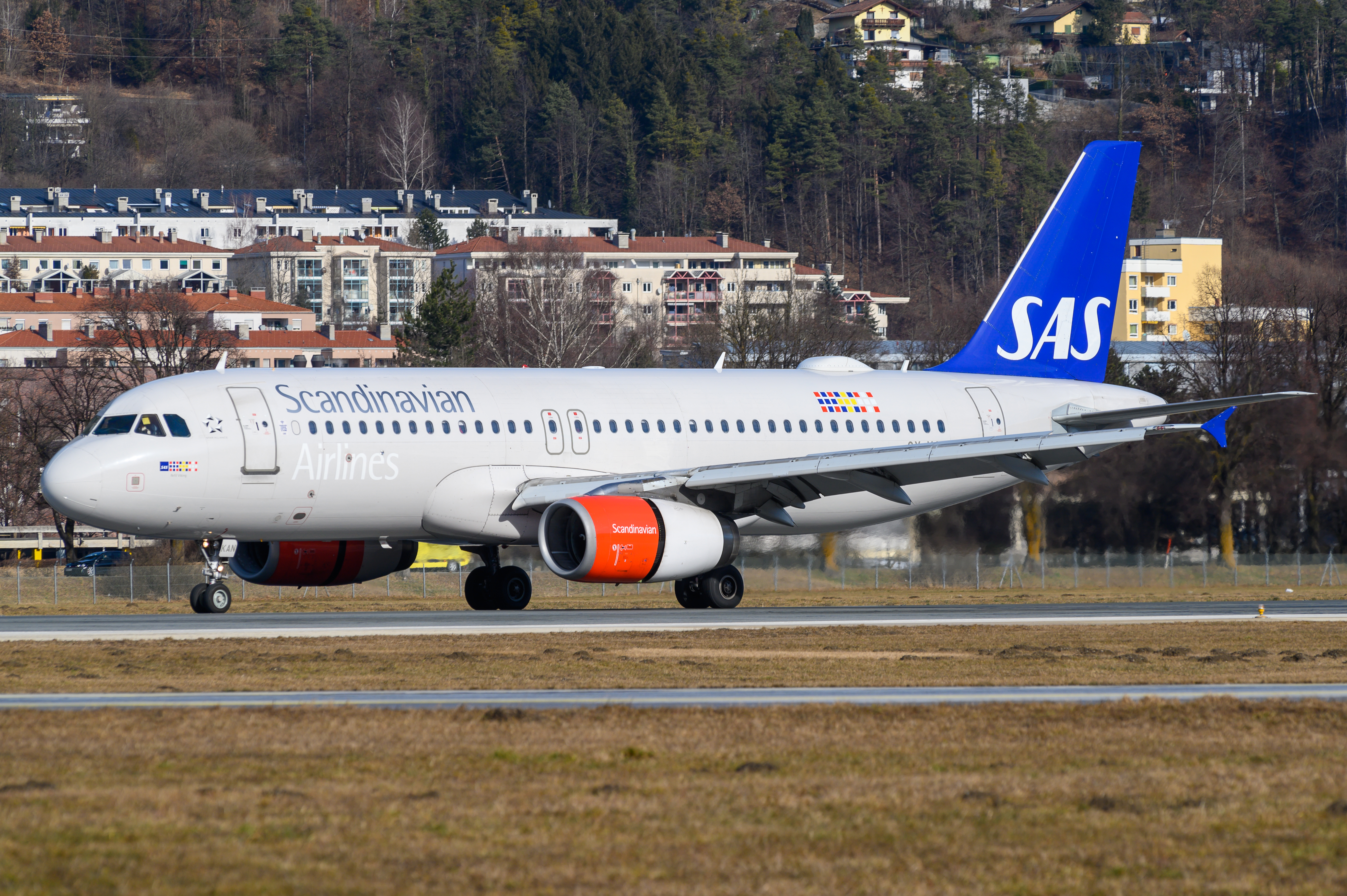
Airbus A320-200
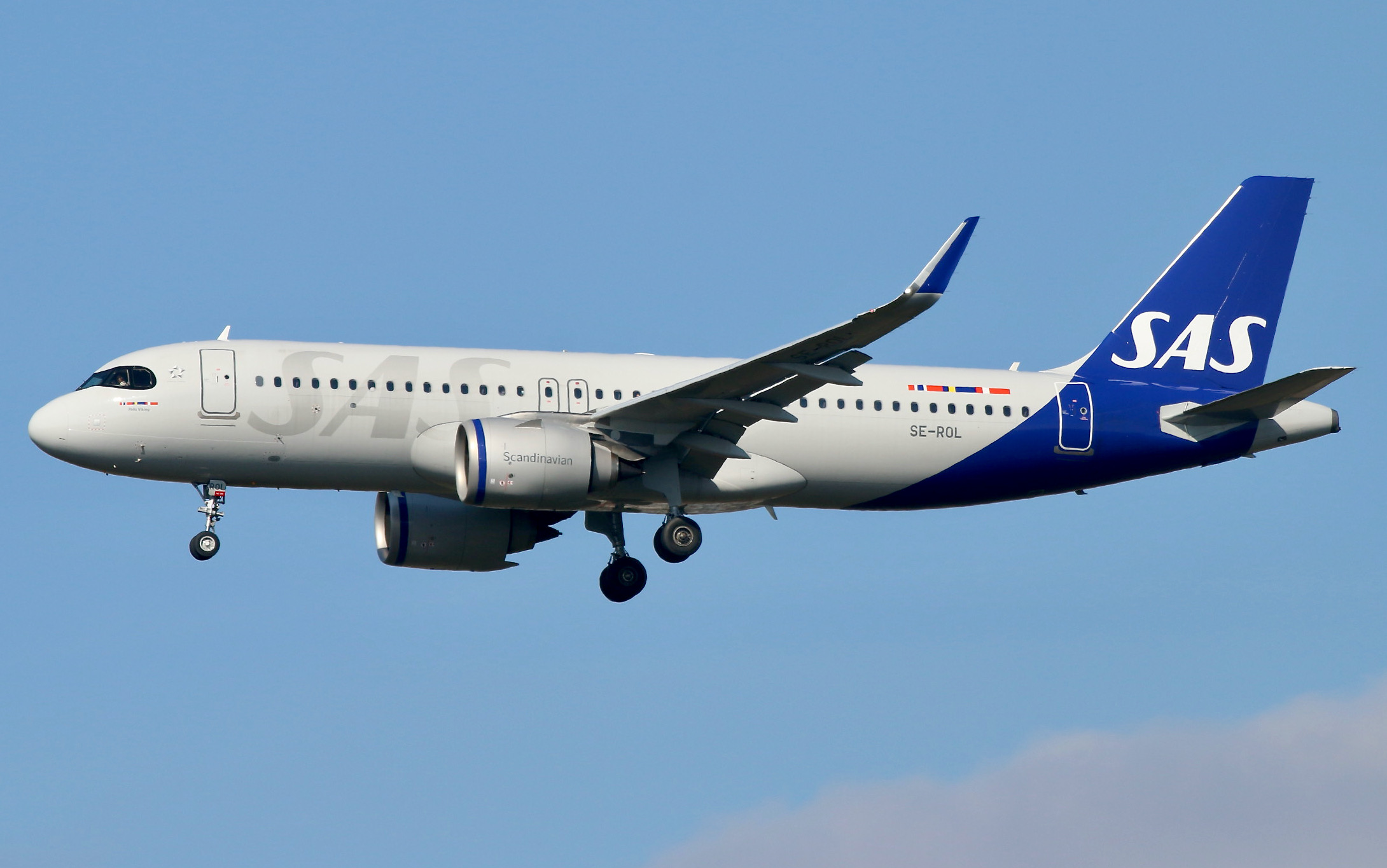
Airbus A320neo
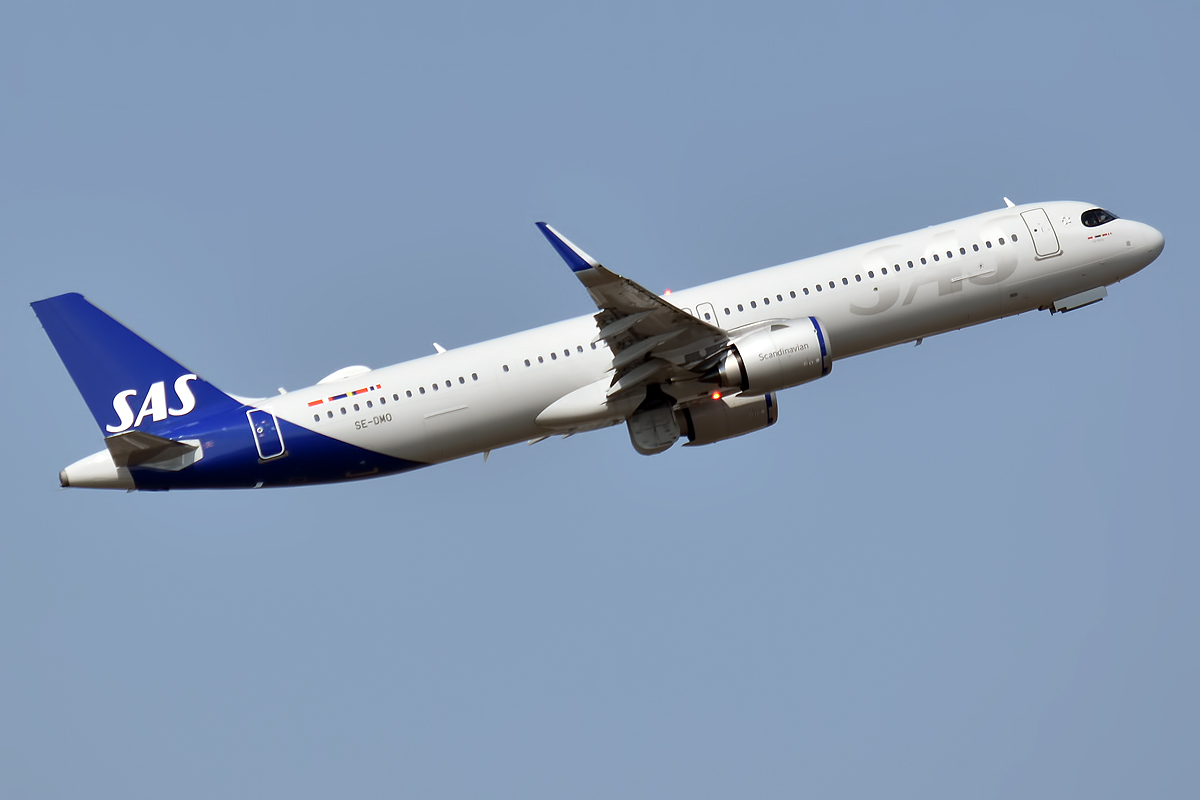
Airbus A321LR
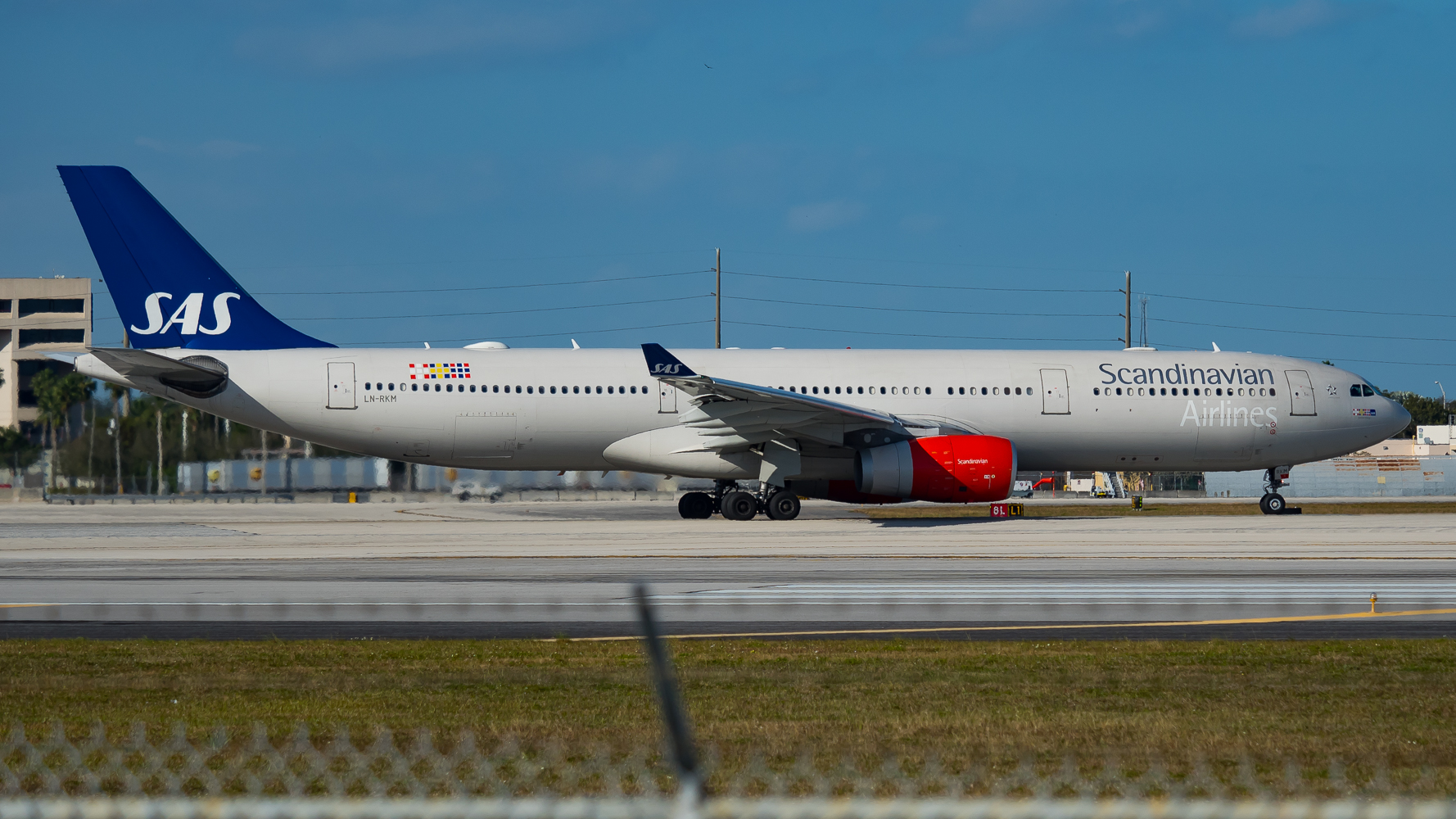
Airbus A330-300
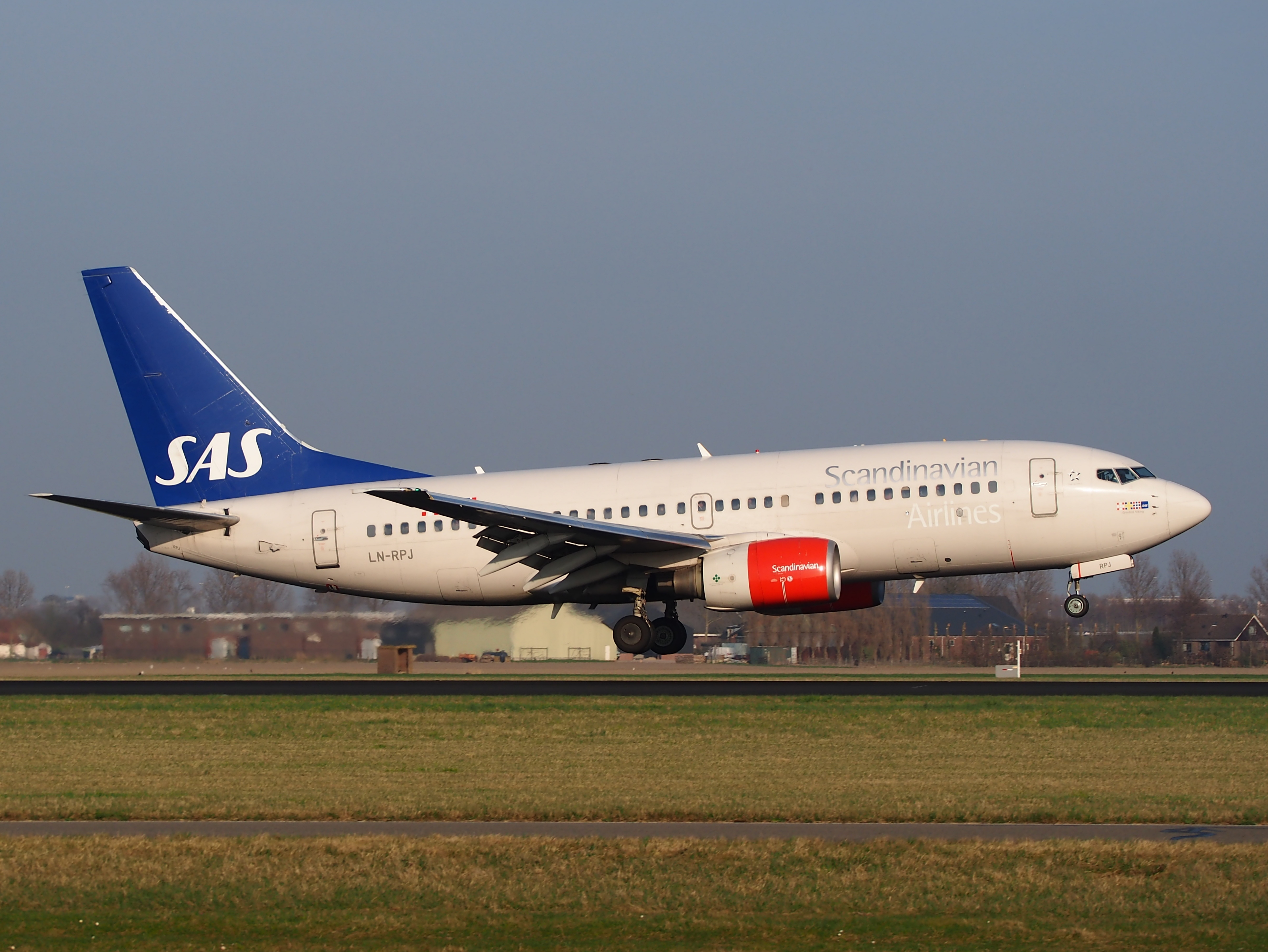
Boeing 737-700
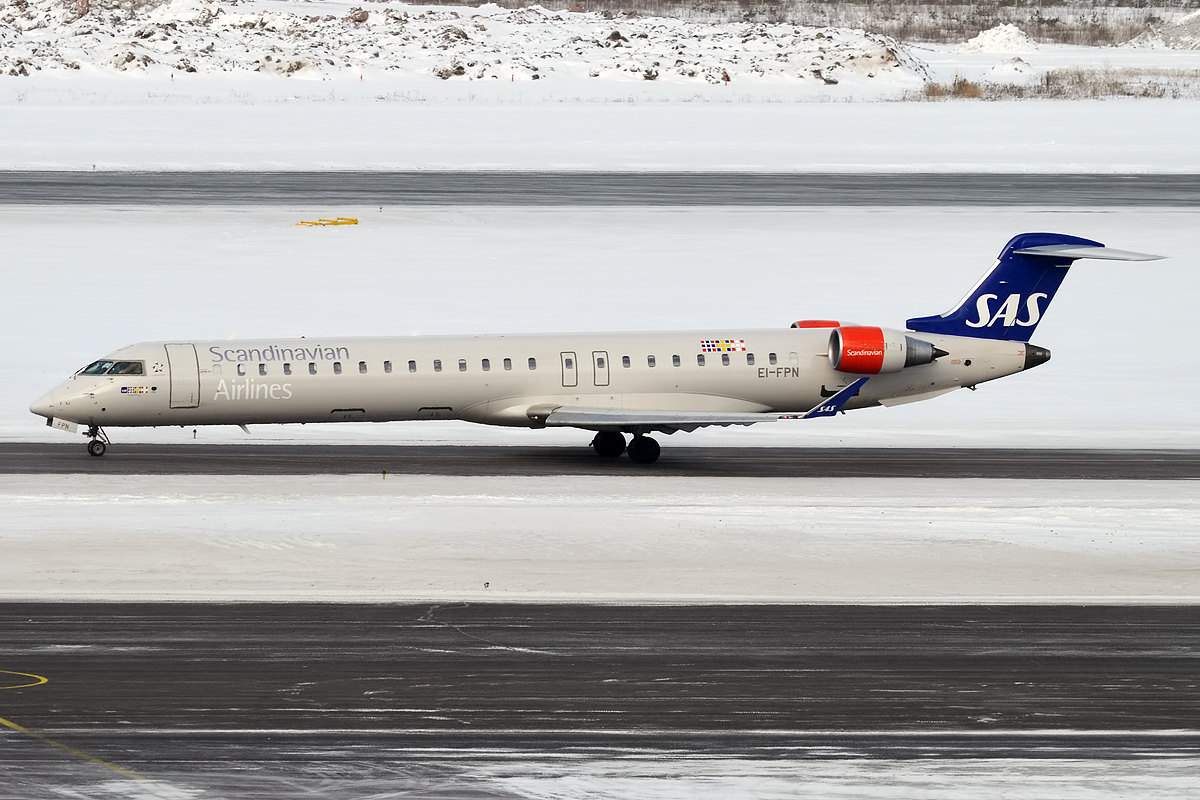
Bombardier CRJ-900

## Zwischenfälle

### Allgemein

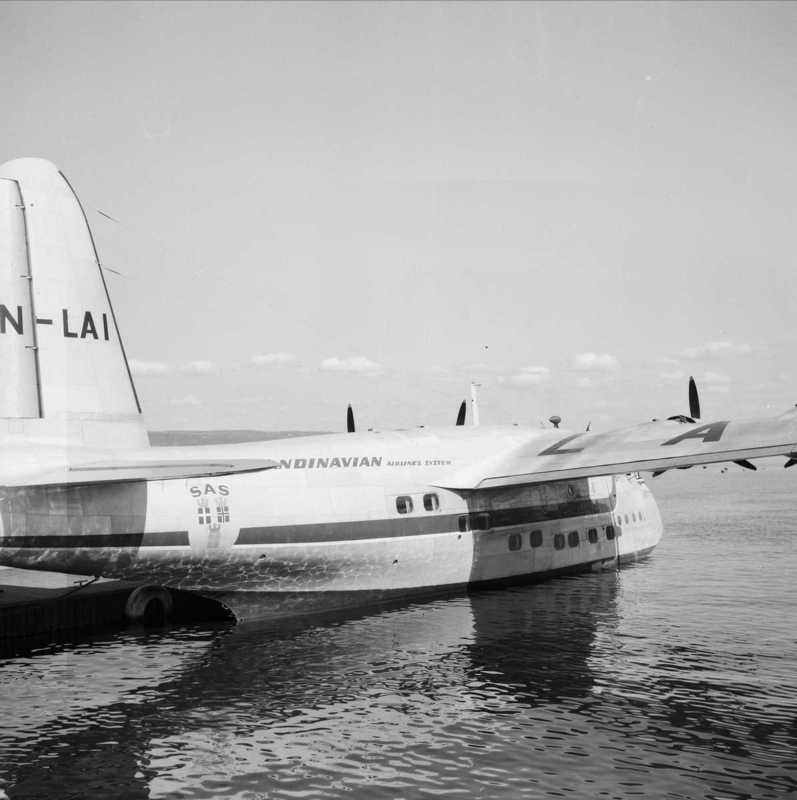
Eine mit den verunglückten Short Sandringham der SAS baugleiche Maschine (1951)

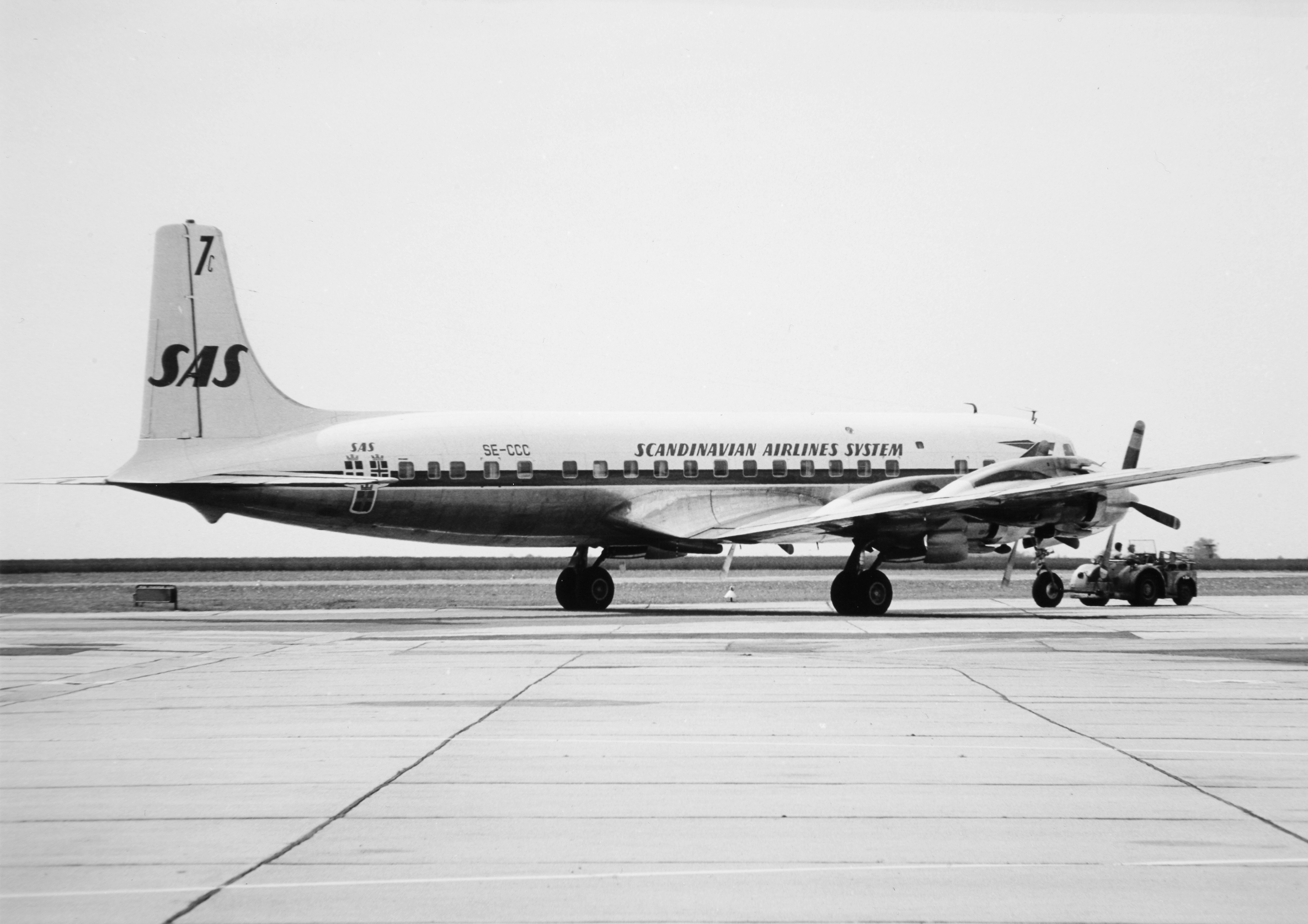
Die im Februar 1965 verunglückte Douglas DC-7 SE-CCC

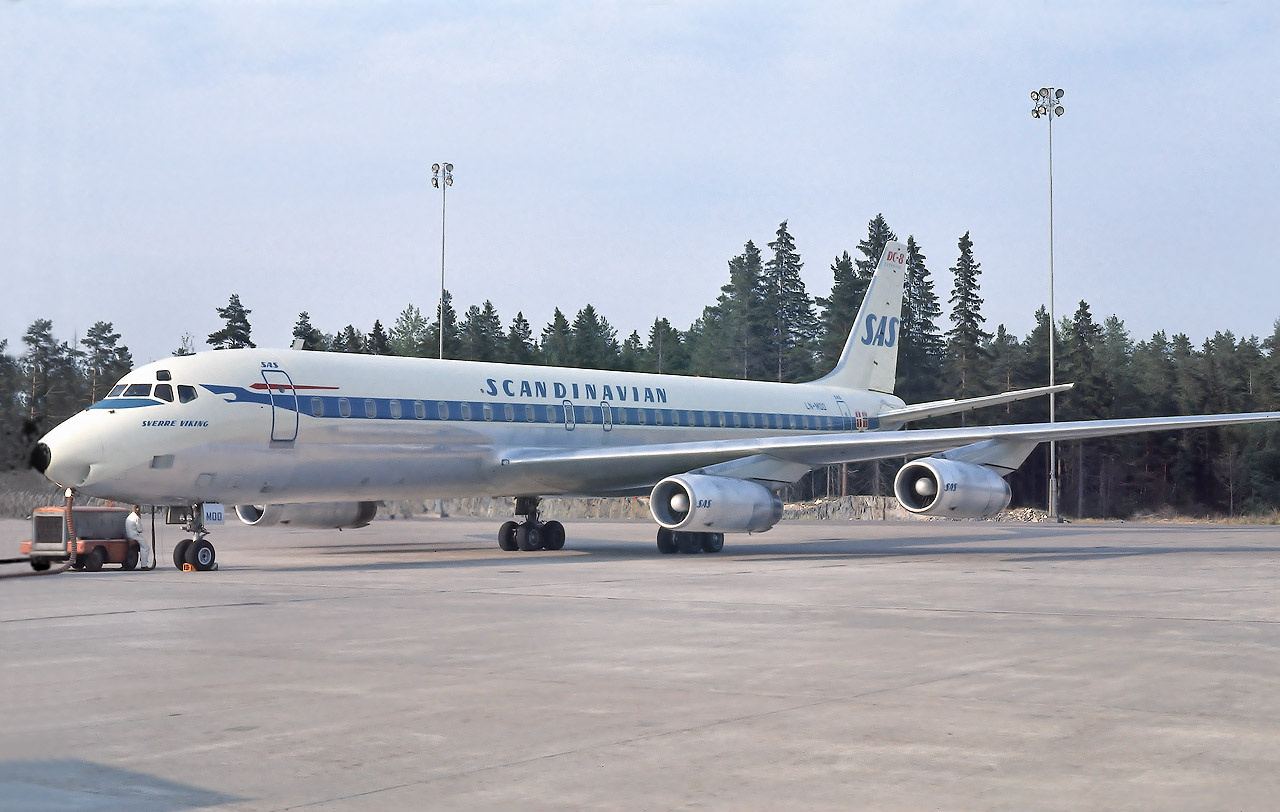
Die im Januar 1969 verunglückte Douglas DC-8 LN-MOO (1967)

Von 1948 bis Januar 2021 kam es bei SAS zu 19 Totalschäden von Flugzeugen. Bei fünf davon kamen 234 Menschen ums Leben. Auszüge:
- Am 4. Juli 1948 stieß eine erst zwei Monate alte Douglas DC-6 der SAS (Luftfahrzeugkennzeichen SE-BDA) im Flug über Großbritannien mit einer Avro York C.1 der Royal Air Force (MW248) zusammen. Beide Maschinen waren im Anflug auf den Flughafen Northolt, kollidierten gut 6 Kilometer nördlich des Flugplatzes und stürzten ab. Alle 32 Menschen an Bord der DC-6 sowie die sieben Insassen der York kamen ums Leben.[52][53][54]

- Am 2. Oktober 1948 verunglückte eine Short Sandringham 5 der SAS (LN-IAW) bei der Landung auf dem damaligen Seeflughafen Trondheim-Hommelvik. Beim Landen in schwerer See und Seitenwind war es zum Kontrollverlust gekommen. Von den 45 Insassen kamen 19 ums Leben.[55]

- Am 22. Januar 1949 wurde eine Douglas DC-3/C-47A-20-DK der SAS (SE-BBN) auf dem Flughafen Luleå/Kallax (Schweden) durch einen Brand zerstört. Über Personenschäden ist nichts bekannt.[56]

- Am 8. Februar 1949 stürzte eine Vickers Viking 1B der SAS (OY-DLU) während des Landeanflugs auf den Flughafen Kopenhagen bei Barsebäck, Schweden, in den Öresund. Alle 27 Menschen an Bord kamen ums Leben (siehe auch Flugunfall bei Barsebäck).[57]

- Am 15. Mai 1950 stürzte eine Short Sandringham 6 der SAS (LN-IAU) kurz nach dem Start am damaligen Seeflughafen Harstad/Narvik auf dem Weg zum Flughafen Tromsø ins Meer zurück und sank eine Stunde später. Alle 33 Insassen (7 Besatzungsmitglieder und 26 Passagiere) überlebten.[58]

- Am 28. November 1957 machte die Besatzung mit einer Douglas DC-6B der SAS (SE-BDP) bei einem Trainingsflug auf dem Flughafen Norrköping (Schweden) eine Bauchlandung. Das Flugzeug brannte aus. Alle fünf Besatzungsmitglieder, die einzigen Insassen, überlebten den Unfall.[59]

- Am 19. Januar 1960 verunglückte eine Sud Aviation Caravelle der SAS (OY-KRB) beim Landeanflug auf den Flughafen Ankara. Die Maschine flog aus unbekannten Gründen zu tief und schlug etwa 10 Kilometer vor der Landebahn auf Grund auf. Von den 42 Menschen an Bord überlebte niemand (siehe auch Scandinavian-Airlines-System-Flug 871).[60]

- Am 8. Februar 1965 verunglückte eine Douglas DC-7C der SAS (SE-CCC) beim Start zu einem Flug nach Kopenhagen auf dem Flughafen Teneriffa-Los Rodeos. Nach dem Abheben sank die Maschine wieder zurück auf die Startbahn, weil das Fahrwerk zu früh eingefahren wurde. Das Flugzeug fing Feuer und wurde zerstört, jedoch konnten vorher alle 84 Passagiere und 7 Besatzungsmitglieder die Maschine verlassen.[61]

- Am 13. Januar 1969 verunglückte eine Douglas DC-8-62 der SAS (LN-MOO) beim Landeanflug auf den Los Angeles International Airport. Die Maschine stürzte etwa 11 Kilometer vor der Landebahn in den Pazifik, wobei 15 von 45 Menschen an Bord ums Leben kamen. Als Ursache gilt menschliches Versagen (siehe auch Scandinavian-Airlines-System-Flug 933).[62]

- Am 27. Dezember 1991 machte eine McDonnell Douglas DC-9-81 der SAS (OY-KHO) kurz nach dem Start vom Flughafen Stockholm/Arlanda eine Bruchlandung auf einem Feld. Als „Wunder von Stockholm“ bezeichnet, überlebten alle 129 Menschen an Bord. Ursache war ein Ausfall beider Triebwerke aufgrund von Klareis, das sich von den Flügeln gelöst hatte (siehe auch Scandinavian-Airlines-Flug 751).[63]

- Am 8. Oktober 2001 ereignete sich der bisher schwerste Unfall in der Geschichte der SAS. Eine McDonnell Douglas DC-9-87 (SE-DMA) kollidierte während des Starts auf dem Flughafen Mailand-Linate mit einer Cessna CitationJet CJ2 (D-IEVX), die sich versehentlich auf der Startbahn befand. Die DC-9 konnte sich nach dem Zusammenstoß schwer beschädigt nur für kurze Zeit in der Luft halten und stürzte schließlich in eine Gepäckhalle hinter der Startbahn. Bei diesem Unfall starben insgesamt 118 Personen: alle 110 Menschen an Bord der SAS-Maschine, 4 Beschäftigte in der Gepäckhalle sowie die 4 Insassen des Privatjets, der sich von seiner Parkposition aus, von der Flugsicherung unbemerkt, auf einen falschen Weg zur Startposition gemacht hatte und daher die Startbahn der DC-9 kreuzte. Zum Zeitpunkt des Unglücks herrschte Nebel und das zwar nicht vorgeschriebene, aber vorhandene Bodenradar war seit geraumer Zeit außer Betrieb (siehe auch Flugzeugkollision von Mailand-Linate 2001).[64]

### Pannenserie der De Havilland DHC-8-400
Neben den aufgelisteten schweren Unfällen erlangte eine Reihe von glimpflich ausgegangenen Zwischenfällen der De Havilland DHC-8-400 der SAS große Aufmerksamkeit und führte schließlich zur Ausmusterung dieses Typs.

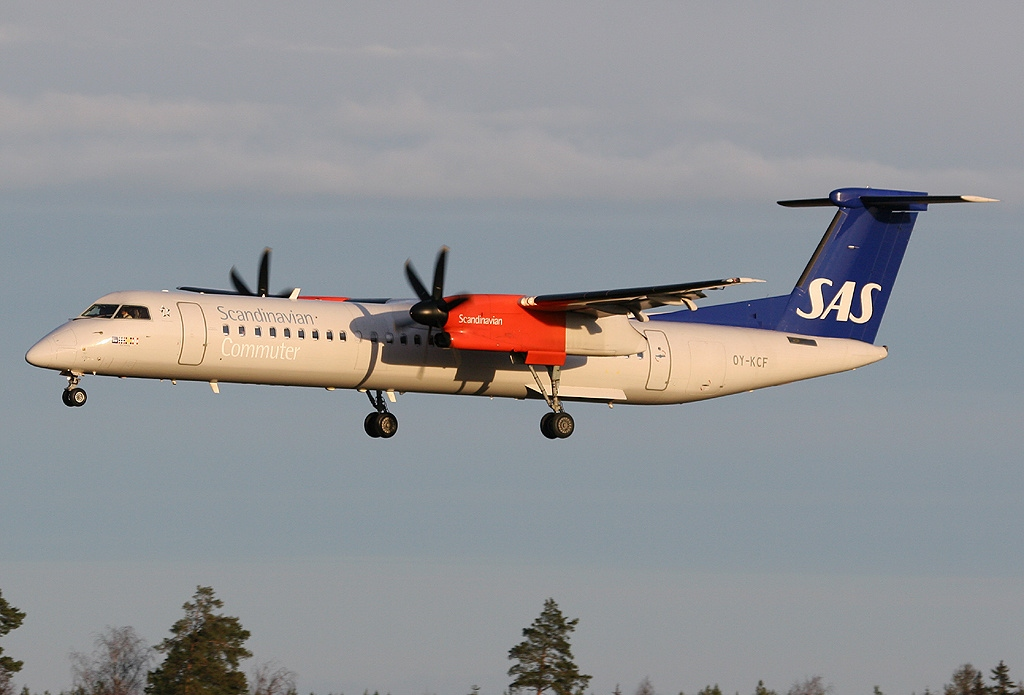
Eine De Havilland Canada DHC-8-402 der SAS (2006)

- Am 9. September 2007 brach das rechte Fahrwerk einer DHC-8-400 (Luftfahrzeugkennzeichen LN-RDK) bei einer Notlandung auf dem Flughafen Aalborg. Kurz danach entzündete sich das rechte Triebwerk und Teile des Propellers bohrten sich infolge einer Explosion in die Kabine. Von den 69 Passagieren und vier Besatzungsmitgliedern mussten elf Personen wegen leichter Verletzungen ins Krankenhaus gebracht werden.[65][66]

- Am 12. September 2007 wiederholte sich das Problem mit einer weiteren DHC-8-400 (LN-RDS) auf dem Flug von Kopenhagen nach Palanga. Der Kapitän veranlasste eine Notlandung auf dem Flughafen Vilnius, wobei wieder ein Fahrwerk brach. Daraufhin empfahl Bombardier, alle Flugzeuge des Typs DHC-8-400, die über 10.000 Landungen absolviert haben, bis zur Überprüfung stillzulegen. Aus diesem Grund hatte SAS sämtliche Flugzeuge des Typs zunächst stillgelegt.[67][68]

- Nach der Aufhebung des vorläufigen Flugverbots kam es am 27. Oktober 2007 erneut zu einem solchen Zwischenfall. Eine DHC-8-400 (LN-RDI) aus Bergen kommend hatte 40 Passagiere und vier Besatzungsmitglieder an Bord, als die Piloten auf ihrem Zielflughafen in Kopenhagen eine Sicherheitslandung durchführen mussten. Wieder war das rechte Fahrwerk nicht ausgefahren, woraufhin die Piloten vor der Landung das rechte Triebwerk abschaltete, um eine möglichst sichere Landung zu gewährleisten. Unter den 44 Personen an Bord gab es nur einige Leichtverletzte.[69]

Am 28. Oktober 2007 gab SAS schließlich bekannt, alle De Havilland DHC-8-400 umgehend aus der Flotte zu entfernen.

## Engagement von SAS bei Inklusion und Toleranz
Als Unternehmen gehört SAS zu den Vorreitern für den Kampf gegen Diskriminierung und für gleichgestellte Versorgungsansprüche für LGBTQ+-Mitarbeitende und ihre Familien. 2022 wurde SAS von der Human Rights Campaign Corporate Foundation mit der höchstmöglichen Bewertung von 100 Punkten als Best Place to Work for LGBTQ+ Equality ausgezeichnet.
Beispielsweise war SAS eines der ersten Unternehmen, das in den USA bereits 1997 Leistungen für gleichgeschlechtliche Lebenspartner anbot, als es nur begrenzte gesetzliche Schutzmaßnahmen oder Anforderungen für LGBTQ+-Mitarbeiter gab.